# Фаховий коледж зварювання та електроніки імені Є. О. Патона
Фаховий коледж зварювання та електроніки імені Є. О. Патона (ФКЗЕ) — державний заклад фахової передвищої освіти у місті Дніпро.

## Історія
Засновано 1932 року Народним комісаріатом важкої індустрії як автогенно-зварювальний технікум через необхідність розвитку та впровадження автогенного та електричного зварювання, спеціалістів з яких не готував жоден навчальний заклад України.
Першим директором був І. А. Гуртовий, першою спеціальністю — «Технологія зварювального виробництва». В 1935 році навчальний заклад перейменували на Дніпропетровський зварювальний технікум.
З 1941 по 1944 під час окупації міста заклад переносився до Свердловська.
1958 року коледж перенесли на сучасну адресу, в 1968 збудували ще один навчальний корпус. З 1967 постановою Ради Міністрів технікуму закладу присвоєно ім'я Є. О. Патона.
В 1971 році коледж отримав 9-поверховий гуртожиток.
В 1989 перейменовано на Дніпропетровський технікум зварювання та електроніки імені Є.О. Патона.
у 2020 згідно з Законом України «Про фахову передвищу освіту» стає закладом фахової передвищої освіти та отримує актуальну назву.

## Спеціальності
Коледж готує фахових молодших бакалаврів за 6 напрямками з 5 спеціальностей:
- 072 Фінанси, банківська справа та страхування — «Фінанси і кредит»
- 075 Маркетинг — «Маркетингова діяльність»
- 121 Інженерія програмного забезпечення — «Розробка програмного забезпечення»
- 123 Комп'ютерна інженерія — «Обслуговування комп’ютерних систем та мереж»
- 131 Прикладна механіка — «Зварювальне виробництво»
- 131 Прикладна механіка — «Контроль якості металів і зварних з’єднань»

## Форми й терміни навчання
- Денна
- Заочна (тільки на контрактній основі після 11 класів)[3]

Для вступників на основі базової середньої освіти (9 класів) термін навчання складає 3 роки і 10 місяців. На основі повної середньої освіти (11 класів) — 2 роки і 10 місяців.
Станом на 2024 через російську агресію та заселення гуртожитку ВПО студенти денної форми навчання знаходяться на змішаному навчанні.

## Матеріально-технічне забезпечення

### Гуртожиток
З 1971 року поблизу навчального закладу (вул. Архітектора Олега Петрова, 1Б) розташований 9-поверховий студентський гуртожиток.
Хлопці та дівчата проживають в різних частинах гуртожитку. Він забезпечений ліфтами, загальним душем та підвалом з імпровізованим бомбосховищем. В холі стоїть акваріум з рибками.
Через вторгнення РФ в Україну в гуртожитку проживають внутрішньо переміщені особи.

### Лабораторії[6]
- Лабораторія технології зварювання плавленням
- Лабораторія газотермічної обробки матеріалів
- Обладнання електричного зварювання плавленням
- Лабораторія електротехніки з основами електроніки
- Лабораторія комп'ютерної техніки
- Лабораторія ультразвукового контролю
- Лабораторія інформаційних систем
- Лабораторія хімії
- Лабораторія фізики

### Музеї[7]
- Музей народознавства
- Музей Є. О. Патона

### Бібліотека[8]
| Література            | Примірники |
| --------------------- | ---------- |
| Навчальна             | 25850      |
| Художня               | 14668      |
| Електронні підручники | 1066       |
| Загальний фонд        | 46511      |

Відвідування бібліотеки протягом навчального року сягає 8 тисяч читачів. В читацькому залі зона Wi-Fi.
До пам'ятних дат проводяться класні години, лекції, бесіди за участю студентів та працівників ДОБМ імені М. Свєтлова й ДОБ для дітей.

### Спортивний комплекс[9]
- Велика спортивна зала (40x21м)
- Стандартна
- Тренажерна